# Строгановский сельский совет (Чаплинский район)
Строгановский сельский совет (укр. Строганівська сільська рада) — входит в состав
Чаплинского района
Херсонской области
Украины.
Административный центр сельского совета находится в 
с. Строгановка
.

## История
- 1922 — дата образования.

## Населённые пункты совета
- с. Строгановка